# Néos Pródromos
Néos Pródromos är en ort i Grekland.   Den ligger i prefekturen Nomós Imathías och regionen Mellersta Makedonien, i den norra delen av landet, 300 km norr om huvudstaden Aten. Néos Pródromos ligger 34 meter över havet och antalet invånare är 222.
Terrängen runt Néos Pródromos är platt norrut, men söderut är den kuperad. Terrängen runt Néos Pródromos sluttar norrut. Runt Néos Pródromos är det ganska glesbefolkat, med 36 invånare per kvadratkilometer. Närmaste större samhälle är Véroia, 19,6 km väster om Néos Pródromos. 